# Novo Estádio Atatürk de Sacaria
O Novo Estádio Atatürk de Sacaria (em turco, Yeni Sakarya Atatürk Stadyumu) é um estádio de futebol localizado na cidade de Adapazarı, na Turquia, inaugurado em 8 de outubro de 2017, com capacidade máxima de 28 154 espectadores.
Substituiu o antigo Sakarya Atatürk Stadyumu, demolido em 2018, que tinha capacidade máxima de 13 216 espectadores. Atualmente, é a casa onde o Sakaryaspor, tradicional clube da cidade, manda seus jogos oficiais por competições nacionais.

## Histórico
Como parte do projeto de construção e modernização de praças esportivas no intuito de poder receber grandes eventos esportivos a nível continental e mundial, o projeto para um novo estádio em Sacaria, província do nordeste da Turquia, foi encomendado pelo Ministério dos Esportes da Turquia à Alper Aksoy Architects, firma de arquitetos comandada pelo renomado arquiteto turco Alper Aksoy, que foi responsável pela elaboração do projeto original em 2013. Por sua vez, a construtora Ahes İnşaat Ticaret foi contratada para executar os trabalhos de construção do novo estádio. 
Inicialmente orçada em 106 000 000 ₺, atrasos na obra e aumento nos custos dos materiais empregados em sua construção fizeram com que o valor total gasto no empreendimento subisse para 151 000 000 ₺. Sua inauguração ocorreu oficialmente em 8 de outubro de 2017 com a partida disputada entre o Sakaryaspor e o Kahramanmaraşspor, que terminou com a vitória do clube mandante por 2–1, em confronto válido pela Terceira Divisão Turca.

## Infraestrutura
Diferentemente do formato retangular dos estádios de futebol convencionais, o estádio apresenta um arrojado design elíptico que destaca-o frente aos demais edifícios e construções situados em seus arredores. Construído sobre uma área total de 127.000 m² na região noroeste de Adapazarı, o estádio dispõe de uma grande facilidade de acesso via automóveis e ônibus, estando próximo a um moderno anel viário recém-construído na região. 
O estádio é dividido em 5 grandes pisos, sendo que na ala oeste do 5º piso encontram-se tanto os camarotes VIPs (ala leste) quanto as cabines de imprensa e os escritórios da administração (ala oeste). A primeira fila das arquibancadas está localizada a 7 metros de distância do gramado. Graças ao seu design elíptico e à justaposição equidistante de seus pisos, o estádio dispõe de espaço para expansão de sua capacidade. Vale ressaltar que o estádio já é maior do que o planejado. Segundo o projeto inicial, deveria acomodar 25.000 pessoas, enquanto que ao final da obra, a capacidade máxima foi expandida para mais de 28.000 espectadores.
De longe, o maior destaque do estádio é sua cobertura. O grande dossel pendurado acima do estádio é digno de um local muito maior, com sua superfície total de 41.500 m² (incluindo 3.500 m² de PTFE transparente e o restante em PVC). O eixo transversal é de 236 metros e o eixo longitudinal de 272 metros, enquanto as vigas mais longas medem mais de 70 metros cada. A estrutura de suporte da cobertura é combinada com uma teia de aço leve envolvendo o estádio. A fachada externa foi projetada com ladrilhos em formato de diamante estilizados com as cores do clube (verde e preto). Em seu subsolo, encontra-se um pequeno estacionamento coberto com capacidade para abrigar até 151 veículos.